# Аренс, Крис
Кристиан Аренс (англ. Christian Ahrens; род. 24 июля 1976, Айова-Сити, Айова) — американский гребец, выступавший за сборную США по академической гребле в период 1994—2004 годов. Чемпион летних Олимпийских игр в Афинах, четырёхкратный чемпион мира, победитель и призёр многих регат национального значения.

## Биография
Крис Аренс родился 24 июля 1976 года в Айова-Сити, США.
Занимался академической греблей во время учёбы в Принстонском университете, состоял в местного гребной команде «Принстон Тайгерс», неоднократно принимал участие в различных студенческих соревнованиях. Позже проходил подготовку в гребном клубе в Милуоки.
Дебютировал на международной арене в 1994 году, выступив в распашных рулевых четвёрках на юниорском мировом первенстве в Мюнхене — занял здесь итоговое пятое место.
Первого серьёзного успеха на взрослом международном уровне добился в сезоне 1995 года, когда вошёл в основной состав американской национальной сборной и побывал на чемпионате мира в Тампере, откуда привёз награду золотого достоинства, выигранную в рулевых четвёрках.
В 1997 году на мировом первенстве в Эгбелете одержал победу в восьмёрках.
На чемпионате мира 1998 года в Кёльне вновь был лучшим в зачёте восьмёрок.
В 1999 году на мировом первенстве в Сент-Катаринсе добавил в послужной список ещё одну золотую медаль, полученную в восьмёрках — стал таким образом четырёхкратным чемпионом мира по академической гребле.
Благодаря череде удачных выступлений удостоился права защищать честь страны на летних Олимпийских играх 2000 года в Сиднее. Американская восьмёрка, побеждавшая на нескольких предшествовавших чемпионатах мира, рассматривалась здесь в качестве главного фаворита, однако в итоге американцы пришли к финишу лишь пятыми, вообще не попав в число призёров.
Спустя некоторое время Аренс вернулся в состав гребной команды США ради участия в Олимпийских играх 2004 года в Афинах. На сей раз в составе экипажа-восьмёрки в финале он обошёл всех своих соперников и тем самым завоевал золотую олимпийскую медаль. Это была первая победа американских гребцов в данной дисциплине с 1964 года, здесь они также установили мировой рекорд, показав время 5:19,85. Вскоре по окончании этой Олимпиады Крис Аренс завершил спортивную карьеру.
Впоследствии вместе с женой и двумя дочерьми проживал в Бруклине.